# Boundary (Staffordshire)
Boundary – wieś w Anglii, w hrabstwie Staffordshire. Leży 20 km na północ od miasta Stafford i 208 km na północny zachód od Londynu.